# Flaujac-Poujols
Flaujac-Poujols is een gemeente in het Franse departement Lot (regio Occitanie) en telt 584 inwoners (1999). De plaats maakt deel uit van het arrondissement Cahors.

## Geografie
De oppervlakte van Flaujac-Poujols bedraagt 12,8 km², de bevolkingsdichtheid is 45,6 inwoners per km².

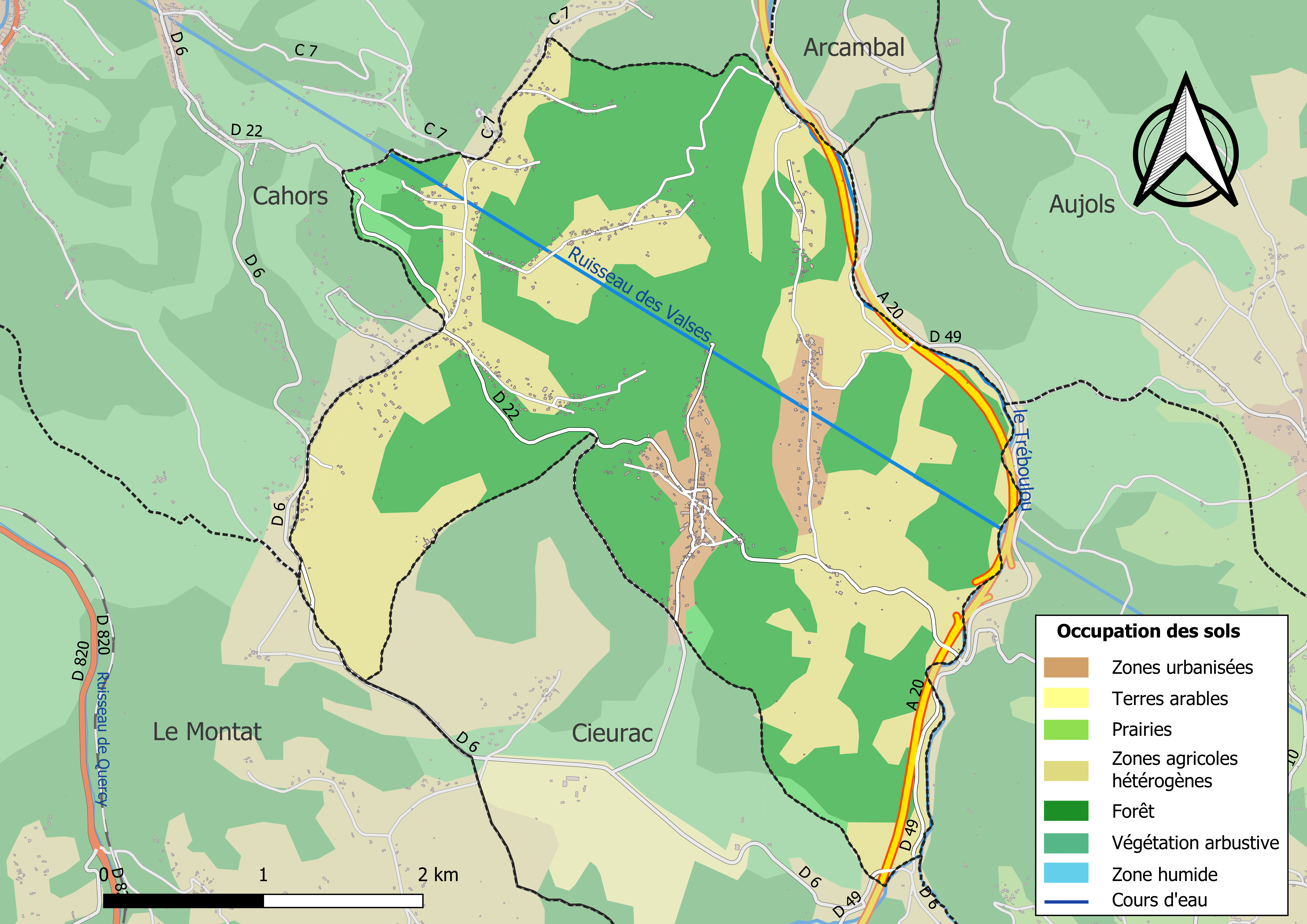
Kaart van de gemeente met de belangrijkste infrastructuur, bodemgebruik en omliggende gemeenten

## Demografie
Onderstaande figuur toont het verloop van het inwonertal (bron: INSEE-tellingen).